# Fliegerhorst Hopsten

i7
i11
i13
Der Fliegerhorst Hopsten (ICAO-Code: ETNP) ist ein ehemaliger Fliegerhorst der Deutschen Luftwaffe im nördlichen Nordrhein-Westfalen zwischen Hopsten und Dreierwalde im Tecklenburger Land. Stationiert waren dort das Jagdgeschwader 72 „Westfalen“ und zuletzt das Fluglehrzentrum F-4F für die McDonnell F-4 „Phantom II“.

## Geschichte

### Anfänge bis 1945
Die Geschichte des Fliegerhorstes reicht bis in die Zeit vor dem Zweiten Weltkrieg zurück, als er bereits als Feldflugplatz genutzt wurde. Im Jahre 1938 wurde mit dem Bau eines mit 200 ha relativ kleinen Fliegerhorstes begonnen. Dieser unter der Bezeichnung „Rheiner Bauabschnitt 2“ durchgeführte Bau erhielt drei Bahnen: Eine befestigte Hauptstartbahn mit einer Länge von 1800 m in Ost-West-Richtung und zwei kürzere, unbefestigte Bahnen speziell für Jagdflugzeuge in Nord-Süd- und Südwest-Nordost-Richtung, die jeweils eine Länge von 1000 m besaßen. Die Fertigstellung des Fliegerhorstes erfolgte im Jahr 1939, die offizielle Indienststellung am 25. Oktober 1939. Probleme gab es allerdings bei der Namensgebung, da die Einwohner der Gemeinde Dreierwalde die Zustimmung zur Nutzung des Namens „Fliegerhorst Dreiwalde“ verweigerten. Erst nach den kontinuierlichen Erweiterungen in den Jahren von 1940 bis 1944, bei dem durch die Verlängerung der Hauptstartbahn auf 3000 m auch Land der Gemeinde Hopsten mit einbezogen wurde, konnte der Fliegerhorst seinen endgültigen Namen erhalten.
Als erste Einheit verlegte die I. Gruppe des Jagdgeschwaders 27 mit insgesamt 48 Messerschmitt Bf 109 E-1 aus Handorf nach Hopsten. Sie sollte nur eine von vielen Einheiten sein, die in den Kriegsjahren zwischen 1940 und 1944 jeweils nur für kurze Zeit dort stationiert wurden, denn bedingt durch den Verlauf des Krieges war der Fliegerhorst ungünstig gelegen. Erst beim Rückzug der deutschen Truppen und dem Vormarsch der Alliierten ab der zweiten Jahreshälfte des Jahres 1944 rückte er wieder in den Mittelpunkt des Militärinteresses als günstiger Standort für die „Reichsverteidigung“. Entsprechend verlegte auch das Kampfgeschwader 51 „Edelweiß“ im September 1944 nach Hopsten und flog von hier Angriffe mit ihren Messerschmitt Me 262. Als weitere mit Strahlflugzeugen ausgestattete Einheit verlegte im Dezember 1944 die 6./Kampfgeschwader 76 mit Arado Ar 234 ebenfalls auf den Fliegerhorst.
Gegen Ende des Krieges war der Fliegerhorst in Hopsten vermehrt Ziel von alliierten Luftangriffen, wurde aber nie ernsthaft beschädigt, bedingt durch die starke Flugabwehr in der direkten Umgebung und die schnell durchgeführten Reparaturmaßnahmen. Gefangen genommene Bomberbesatzungen wurden teilweise ermordet (Fliegermorde), was nach dem Krieg in den Dereierwalde-Prozessen (Case 6 und 23) in Wuppertal vor einem britischen Militärgericht abgeurteilt wurde. Als sich das Ende des Krieges abzeichnete, verlegte das Kampfgeschwader 51 „Edelweiß“ am 30. März 1945 nach Giebelstadt bei Würzburg. Bis zum Rückzug der Wehrmacht im April waren zuletzt noch die Jagdgeschwader 26 und 27 mit ihren Messerschmitt Bf 109 G/K und Teile des Nachtgeschwaders 1 mit Messerschmitt Bf 110 und Heinkel He 219 in Hopsten stationiert. Beim Rückzug wurde der Fliegerhorst gesprengt und am 6. April 1945 kampflos den alliierten Truppen übergeben, den diese als Airfield B.112 bezeichneten. Im April/Mai 1945 nutzte die 2. Tactical Air Force der Royal Air Force, und zwar die 3., 56., 80., 137., 181., 182. und 247. Squadron sowie die 486. Squadron (RNZAF) den Platz jeweils für einige Tage oder Wochen. Die Briten übergaben in Folge das unbrauchbar gewordene Gelände an die benachbarte Bevölkerung zur landwirtschaftlichen Nutzung.

### 1945 bis Ende
Es dauerte bis in das Jahr 1959, als das Bundesverteidigungsministerium beschloss, auf dem Gelände des alten Fliegerhorstes eine neue Basis zu errichten. Sie entstand auf einem 306 ha großen Gelände und wurde mit Geldern der NATO nach den zu jener Zeit modernsten NATO-Standards errichtet. Die Startbahn wurde mit einer Länge von 3000 m und 30 m Breite in Nord-Süd-Richtung errichtet und überschnitt sich mit den Startbahnen des alten Fliegerhorstes. Die Stabs- und Unterkunftsgebäude entstanden in der nahegelegenen Stadt Rheine. Im April 1961 verlegte ein Vorauskommando des Jagdbombergeschwaders 31 aus Nörvenich nach Hopsten mit den Vorbereitungen zur Indienststellung des Jagdbombergeschwaders 36 (JaboG 36). Dieses wurde am 12. Dezember 1961 durch den damaligen Inspekteur der Luftwaffe, Generalleutnant Josef Kammhuber, mit über 50 Flugzeugen des Typs Republic F-84F „Thunderstreak“ in Hopsten in Dienst gestellt.
Am 2. Februar 1965 landete der erste Starfighter auf dem Fliegerhorst in Hopsten, mit dem das Jagdbombergeschwader in den weiteren beiden Jahren ausgestattet wurde. Zeitgleich wurden mehr als 100 US-amerikanische Soldaten im Rahmen der „Flexible-Response“-Doktrin nach Hopsten verlegt, die im Verteidigungsfall die Starfighter mit taktischen Atomwaffen hätten ausrüsten müssen. Für diesen Zweck entstand ein hochgesicherter QRA-Bereich (Quick Reaction Alert), auf dem rund um die Uhr zwei startklare Maschinen vorgehalten wurden. Die Atomwaffen selbst lagerten bis zur Aufgabe der NATO-Doktrin im Jahr 1972 in etwa 3 Kilometer Entfernung im Munitionslager Uthuisen.

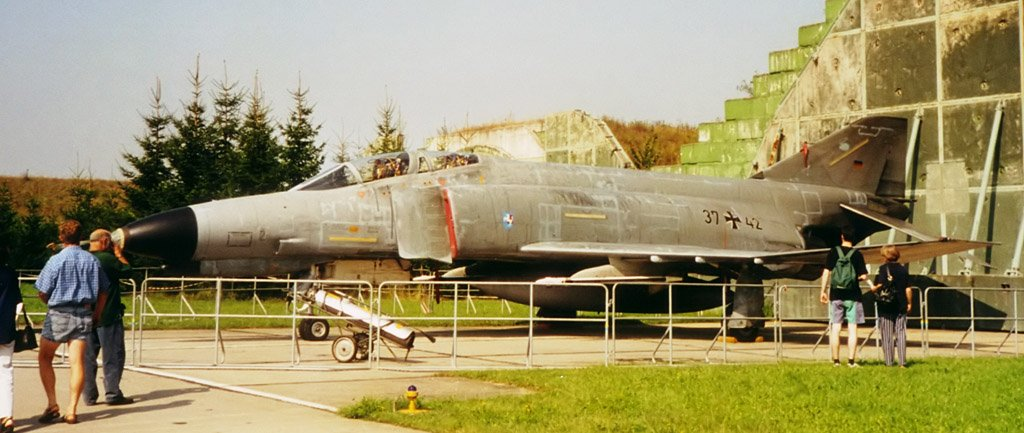
F-4 „Phantom II“ mit Jagdgeschwader 72 „Westfalen“ Abzeichen

Am 4. Februar 1975 landete die erste McDonnell F-4 „Phantom II“ des Jagdbombergeschwaders in Hopsten. Ende Juli 1976 waren alle Starfighter durch die Phantom ersetzt worden. Nach dem Fall der Berliner Mauer und der Wiedervereinigung im Jahr 1990 wurde das JaboG 36 in das reine Jagdgeschwader 72 umgewandelt, blieb aber auch weiterhin auf dem Fliegerhorst in Hopsten stationiert. Im Jahr 1999 wurde der neue 23 Meter hohe Tower erbaut. Insgesamt wurden für den Tower 6 Millionen DM ausgegeben.

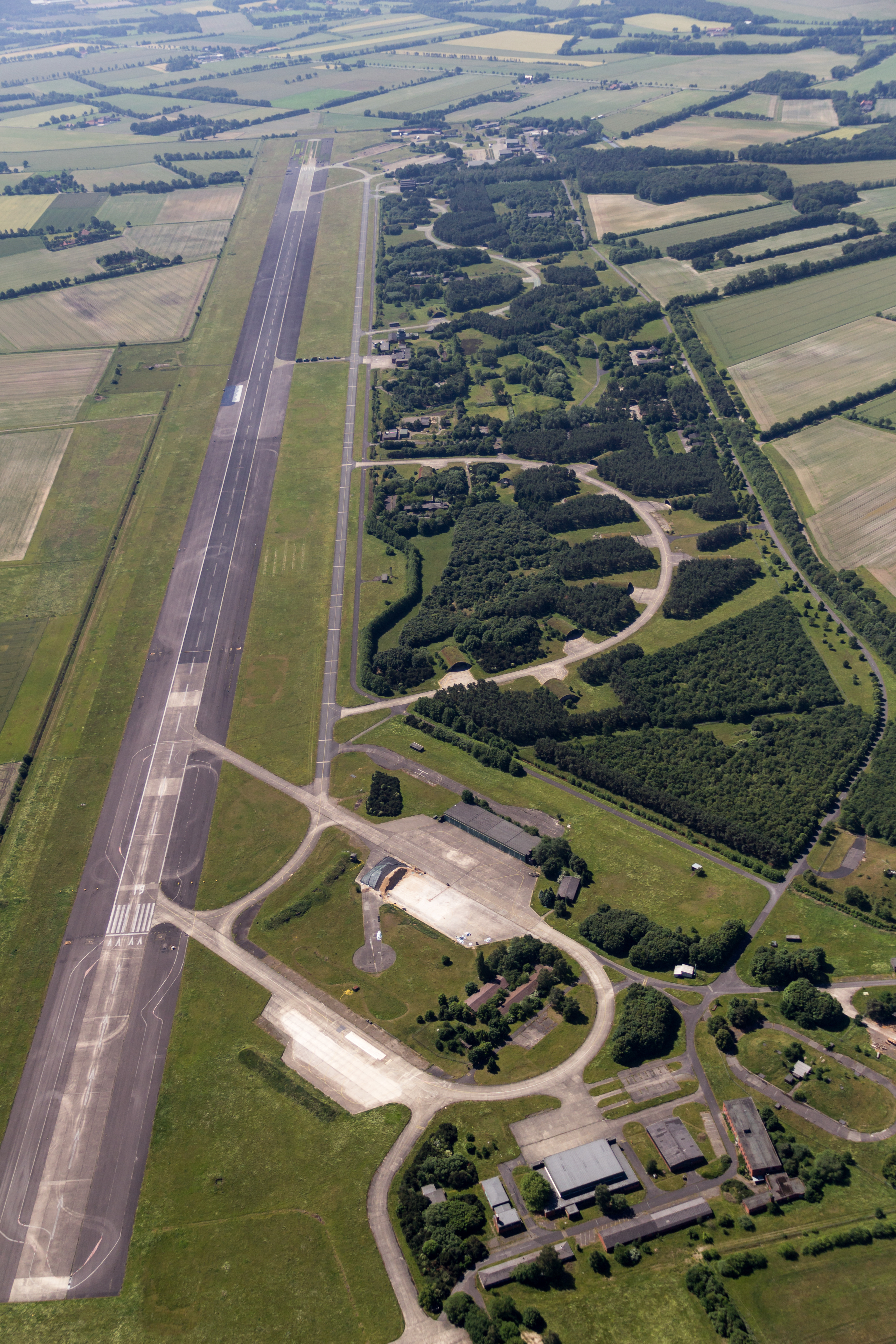
Das engere ehemalige Flugplatzgelände im Jahr 2014 aus der Vogelperspektive.

Am 12. Oktober 2000 verkündete Verteidigungsminister Rudolf Scharping die Grobausplanung zur Neuausrichtung der Bundeswehr, in dieser war die Reduzierung von vier auf drei Jagdgeschwader vorgesehen. Da in Norddeutschland zwei Geschwader ansässig waren, kristallisierte sich schon früh heraus, das es Hopsten oder Wittmund treffen würde.
Mit der Bekanntgabe der neuen Luftwaffen-Struktur 5 war auch das Schicksal des Fliegerhorstes besiegelt: Das in Hopsten beheimatete Jagdgeschwader sollte aufgelöst werden. Am 7. Januar 2002 war der letzte QRA-Einsatz. Kurz bevor das Jagdgeschwader endgültig außer Dienst gestellt wurde, übertrug man ihm einen neuen Auftrag, der das Ende noch etwas hinauszögerte. Bis Mitte 2006 diente die ehemalige 2. Staffel des Jagdgeschwaders als neu formiertes „Fluglehrzentrum F-4F“ auf dem Fliegerhorst Hopsten. Der letzte Flug fand allerdings schon am 15. Dezember 2005 statt, als die Landung einer tiefschwarz lackierten Phantom das Ende besiegelte. Die verbleibenden noch flugfähigen Maschinen wurden anschließend im Jahr 2006 ausgeflogen.

## Übergangsnutzung
Das Fahrzeugwerk Krone aus Werlte nutzte die Start- und Landebahn zeitweise als Abstellfläche für ihre Lkw-Auflieger. Zeitweilig wurde ein Teil der Bahn als Fahrsicherheitsanlage genutzt. Da das Gelände jedoch nach Sichtung einer seltenen Vogelart zum Schutzgebiet erklärt wurde, stellte das FAZ den Betrieb auf dem Gelände ein.
Die deutsche Rockband Rozencrantz nutzte das Gelände im März 2009 als Drehort für ihr Musikvideo Chase the Dragon.
Im Herbst 2009 nutze RTL das Gelände, um dort einige Szenen des Fernsehfilms Hindenburg zu drehen.

## Weitere Entwicklung
Der niedersächsische Teil des Lärmschutzbereiches des militärischen Flugplatzes Hopsten wurde im Mai 2016 aufgehoben.
Ebenfalls im Jahr 2016 wurde die Landebahn abgetragen und renaturiert.

## Aktuelle Planungen
Im April 2019 beschloss die Stadt Hörstel, den südlichen Teil der ehemaligen NATO-Basis mit einer Größe von etwa 100 Hektar zu erwerben. Im südöstlichen Teil soll auf ungefähr 40 Hektar eine forensische Landesklinik entstehen. Vor der COVID-19-Pandemie war der erste Spatenstich für die zweite Hälfte des Jahres 2020 vorgesehen. 25 Hektar des Geländes sollen als Gewerbegebiet ausgewiesen werden; zum jetzigen Zeitpunkt (Stand: März 2020) sind bereits 21 Gebäude an private Firmen verpachtet. Zusätzlich soll auf den restlichen 35 Hektar des Geländes ein Energie- und Innovationspark entstehen. Für die ersten Erschließungsmaßnahmen wurden Kosten von 4,5 Millionen Euro veranschlagt, an welchen sich das Land Nordrhein-Westfalen mit 2,8 Millionen Euro beteiligt. Laut Einschätzung der Stadt Hörstel rechne man langfristig mit „deutlich mehr“ als 10 Millionen Euro Kosten.

## Zwischenfälle
- Am 27. August 1962 verunglückte eine Republic F-105D-10RE Thunderchief (Luftfahrzeugkennzeichen der United States Air Force (USAF) 60-5377) beim Landeanflug auf den Fliegerhorst Rheine-Hopsten der Bundesluftwaffe. Der Pilot wurde dabei getötet.[6]

- Am 4. Januar 1966 wurde eine Douglas DC-3/C-47B-25-DK der Luftwaffe (XA+118) am Fliegerhorst Hopsten irreparabel beschädigt. Die Besatzung blieb unverletzt.[7]